# 漫威电影宇宙
漫威电影宇宙（英語：Marvel Cinematic Universe，簡稱MCU）是由漫威影業基于漫威漫畫的出版物中的虛構角色独立制作的一系列电影所构成的一個架空世界和共同世界。该共同世界和漫画中的漫威宇宙一样由共同的元素、设定、表演和角色通过跨界作品所建立，並且與其它影視作品和動畫等系列同屬一個被官方認可的多元宇宙。由克拉克·格雷格飾演的菲爾·考森是一名漫威電影宇宙的原創角色，亦是唯一一位在第一階段裡所有形式影視作品中均有出現的角色。
漫威电影宇宙系列电影在业界评论和商业收益的方面都获得很大的成功，整個系列達到的全球系列電影票房排行第一位，其中2019年電影《復仇者聯盟：終局之戰》位列全球最高票房收入列表第二位（僅次於2009年電影《阿凡達》）。除了电影之外，这个系列也扩展到漫画书，一系列被称为「Marvel One-Shots」的短片，以及聯合ABC工作室開發的12部電視劇，於ABC、Netflix、Hulu和Freeform分別播出漫威英雄系列、漫威街頭英雄/漫威騎士系列、漫威青少年系列，以及漫威恐懼之冒險系列電視劇。
漫威電影宇宙的第一部電影是在2008年上映的《鋼鐵人》，直至2012年電影《復仇者聯盟》完成了「第一階段」。2013年上映的《鋼鐵人3》開啟了系列的「第二階段」，直至2015年上映的《蟻人》。2016年電影《美國隊長3：英雄內戰》開啟了「第三階段」，該階段的最後一部電影為2019年的《蜘蛛人：離家日》。前三個階段共計23部電影合稱為「無限傳奇」系列。2021年上映的電影《黑寡婦》及影集《汪達幻視》開啟了「第四階段」，由2022年電影《黑豹2：瓦干達萬歲》及特輯《星際異攻隊 聖誕特別篇》結束此階段。2023年電影《蟻人與黃蜂女：量子狂熱》開啟了「第五階段」，並由2025年電影《雷霆特攻隊*》及影集《鋼鐵心》結束此階段。
電視劇系列進一步擴充了漫威電影宇宙，於2013年－2014年播出，在美國廣播公司推出電視劇《神盾局特工》。接著於2015年在線上串流媒體平台Netflix推出電視劇《夜魔俠》，2017年在Hulu推出電視劇《離家童盟》，2018年在有線電視臺Freeform推出電視劇《斗篷與匕首》。
2017年12月，漫威影業的母公司華特迪士尼公司以524億美元收購二十一世紀福斯旗下的部分產權，包括由二十一世紀福斯所擁有的X戰警和驚奇4超人等系列版權，也一併收回華特迪士尼公司旗下的漫威影業。在2017年12月14日，華特迪士尼公司宣布X戰警、死侍和驚奇4超人等角色將正式回歸漫威電影宇宙。

## 開發

### 電影
2005年，漫威娛樂已經開始了計劃獨自製作自家的電影並透過派拉蒙影業發行。在此之前，漫威娛樂已經與哥倫比亞影業和新線影業等電影公司聯合製作過數部超級英雄電影，包括與二十世紀福斯為期七年的發展協議。漫威娛樂在與其他公司的授權交易中獲得的利潤相對較少，並希望從其電影中獲得更多收益，同時保持對項目和發行的藝術掌控。漫威娛樂的電影部門主管阿維·阿拉德對索尼影視娛樂的山姆·雷米蜘蛛人系列的滿意程度超越了其他電影，便決定成立自夢工廠以來好萊塢第一家大型的獨立電影製片廠——漫威影業。
當時，蜘蛛人和X戰警的電影版權分別授權給了索尼和福斯，而阿拉德的二把手凱文·費吉則意識到漫威仍然擁有復仇者聯盟的核心成員的版權。自稱“粉絲”的凱文·費吉設想創建一個共同世界，與作者斯坦·李和傑克·柯比於1960年代初在漫威漫畫構建的一樣。為了籌集資金，漫威從美林證券一項為期七年、價值5.25億美元的周轉信貸融資中獲得了資金。漫威當時的計劃是為主要角色發行獨立電影，再把它們合併成一部跨界電影。阿拉德對該策略表示質疑，但堅持認為最初獲得融資是因為他的聲譽，並於次年辭職。

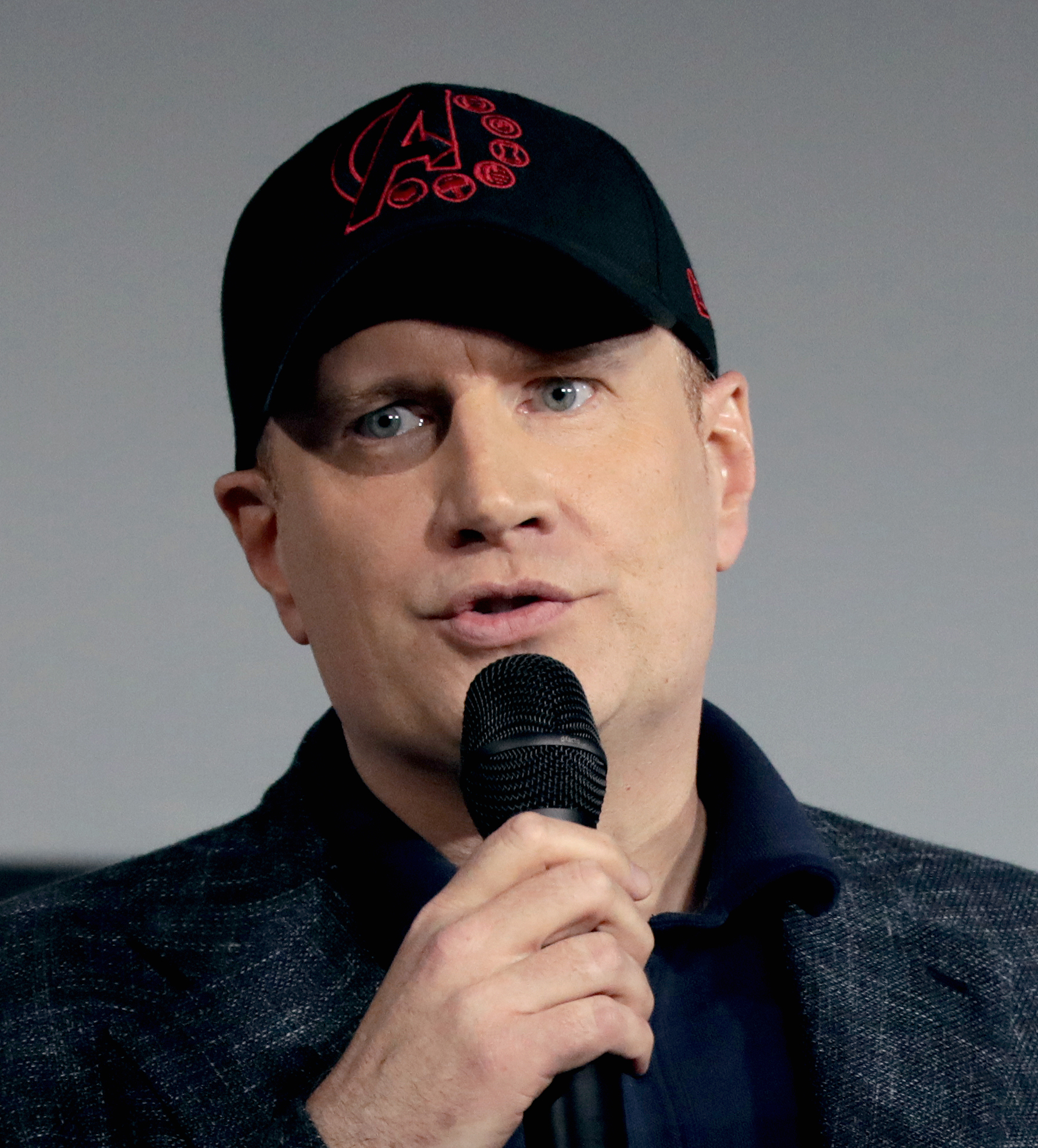
凱文·費吉協助構想了一個漫威財產的共享媒體世界。

2007年，33歲的費吉被任命為漫威影業的總裁。為了保持其藝術完整性，漫威成立了由熟悉其漫畫故事的費吉、漫威影業的聯席總裁路易斯·德·埃斯波西托、漫威漫畫的出版總裁丹·巴克利、漫威的首席創意官喬·昆薩達、作者布萊恩·麥可·班迪斯和監督委員會的漫威娛樂的總裁艾倫·凡恩所組成的創意委員會。費吉最初將這些電影的聯動稱為“Marvel Cinema Universe”，但後來改用“Marvel Cinematic Universe”。由於該系列已擴展到其他媒體，故該短語已被部分人用來指代電影。
2014年10月，漫威舉行了新聞發布會以宣布第三階段的電影標題。2015年9月，在接受費吉匯報的人因漫威影業被併入華特迪士尼公司而由漫威娛樂的首席執行官艾薩克·珀爾馬特變為迪士尼的董事長艾倫·霍恩後，漫威創意委員會雖然繼續就仍然在珀爾馬特控制之下的漫威電視製作進行諮詢，但對未來的電影仍有“名義上”的參與。未來所有關鍵的電影決定都將由費吉、德·埃斯波西托和維多利亞·阿隆索作出。費吉提到《復仇者聯盟：終局之戰》將為之前的電影和劇情提供“一個明確的結局”，該系列將有“兩個不同的時期——《終局之戰》之前的一切和之後的一切”。
2017年12月，迪士尼同意收購二十一世紀福斯，包括其子公司二十世紀福斯，交易於2019年3月19日正式結束。收購見證了死侍、X戰警和驚奇4超人角色的電影版權歸還給漫威，並將“創造出更豐富、更複雜的角色和故事世界”。2019年7月，費吉在聖地亞哥動漫展上宣布了第四階段的計劃，其中包括迪士尼旗下的網上串流媒體平台Disney+上的影視作品。2020年12月，在迪士尼投資者日，漫威提供了先前宣布影視作品的更新，並宣布了更多的Disney+電視劇以及一個特別節目，確認為第四階段的一部分。第一批整合到漫威電影宇宙中的前福斯旗下元素分別為電視劇《汪達幻視》中的天劍局以及《獵鷹與酷寒戰士》中的馬德里坡。此外，曾經由二十世紀福斯製作和發行的《X戰警系列電影》中飾演「X教授」查爾斯·撒菲亞的柏德烈·史釗活在2022年電影《奇異博士2：失控多重宇宙》中回歸出演另一宇宙的X教授；在電視劇《驚奇少女》中則揭示了「驚奇少女」卡瑪拉·克汗出現了基因突變，該角色的演員伊曼·維拉尼隨後證實該角色為漫威電影宇宙中的首位變種人。

### 電視

#### 漫威電視

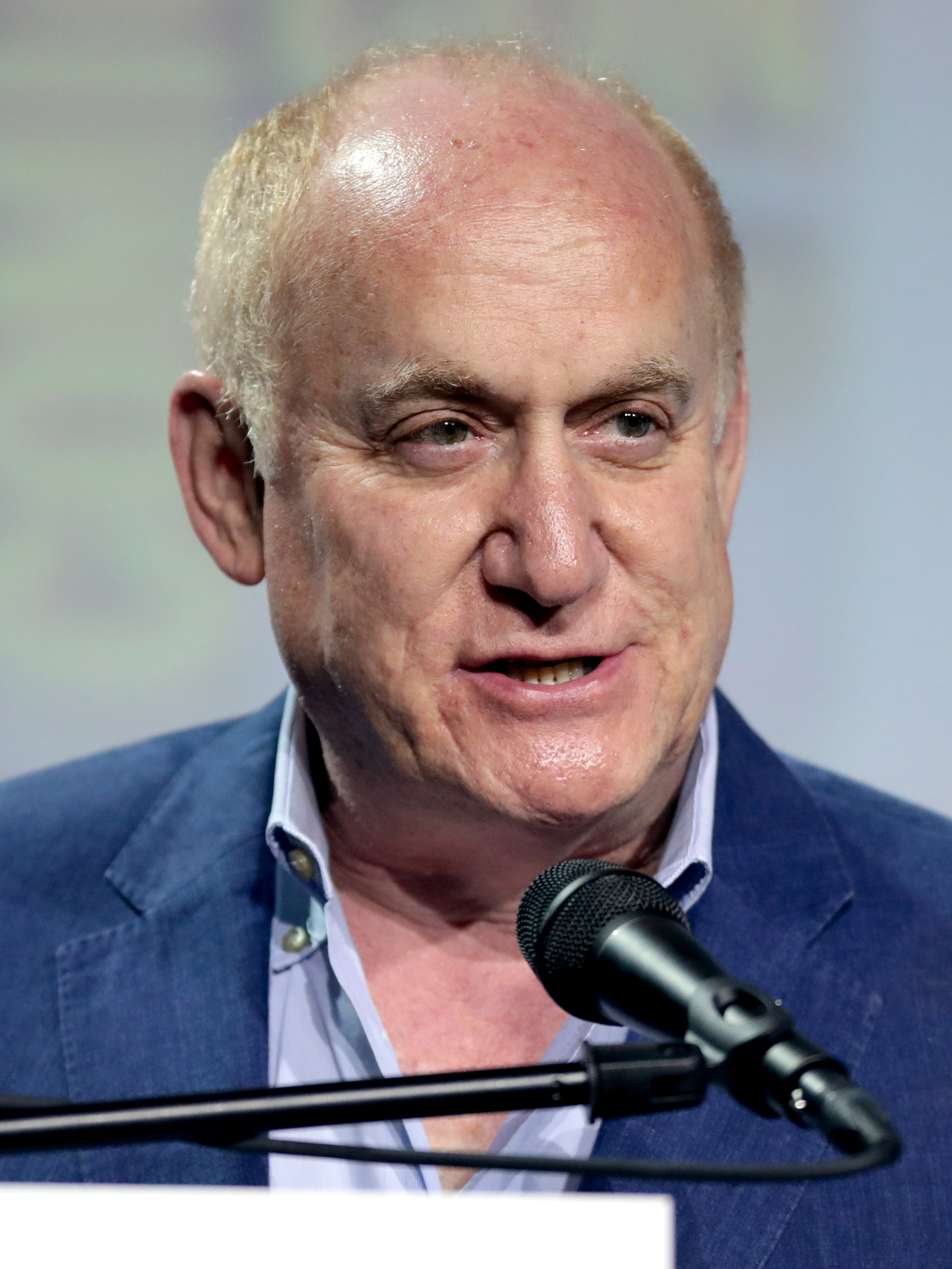
漫威電視前主管傑夫·洛布漫威擔任每部ABC、Netflix、Hulu和Freeform電視劇的執行製作人。

2010年6月，漫威電視成立，由傑夫·洛布出任主管。2012年7月，漫威開始與ABC商談製作一部設定於漫威電影宇宙的電視劇；ABC最終製作了《神盾局特工》和《卡特探員》，並與IMAX公司聯合製作了《異人族》。2013年11月，與Netflix達成合作協議的漫威把多部準備了的電視劇——《夜魔俠》、《傑西卡·瓊斯》、《盧克·凱奇》、《鐵拳俠》和《捍衛者聯盟》提供給Netflix。2016年4月，Netflix訂購《夜魔俠》衍生劇《制裁者》；迪士尼旗下有線電視網Freeform宣佈預訂電視劇《斗篷與匕首》。2017年5月，漫威電視宣佈Hulu預訂電視劇《離家童盟》。2019年2月，Netflix取消了其所有的漫威電視劇。5月，漫威宣佈開發《惡靈戰警》和《地獄風暴》，計畫於Hulu首播；《惡靈戰警》最終未能播出。10月，費吉在公司的進一步重組中被任命為首席創意官，漫威電視高層也因漫威電視轉移到漫威影業而需向費吉匯報。12月，漫威電視併入漫威影業，製作中的電視劇也被漫威影業接手，因此當時再無漫威電視的電視劇繼續開發。

#### 漫威影業
2017年11月，迪士尼希望為旗下的網上串流媒體平台Disney+開發新的漫威電影宇宙系列電視劇。2018年7月，凱文·費吉表示已經開始與迪士尼討論漫威影業可能加入的串流媒體平台，因為費吉認為串流媒體“對公司很重要”。同年9月，據報導，漫威影業正在開發幾部在漫威電影宇宙系列電影中一些沒有且不太可能有獨立電影的“二線”角色為中心的限定劇。每部電視劇預計會有六到八集，將由漫威影業製作，費吉在每部影集的開發中都扮演“親力親為”的角色。費吉表示為串流媒體平台開發的電視劇會講述一些在電影不能講述的故事——更長的敘事方式，又補充道每個人因被迪士尼要求在漫威影業創作這些影集而被“創意地激發了活力”，因為它們“可以在新的媒體中發揮作用，並在結構和格式方面拋開了規則”。
2019年7月，費吉在聖地亞哥動漫展上宣布了五部作為第四階段其中一部分的電視劇。另外三部電視劇於一個月後的D23博覽會宣佈，2020年12月則再宣布了三部電視劇和一部電視特輯。2021年1月，費吉表示「永遠都不會沒可能」帶回Netflix系列的電視劇，只是漫威集中在當時宣佈的Disney+電視劇。2月，第四階段的另一部電視劇揭曉，第二部特輯隨後於8月揭曉。第四階段包括漫威的第一部動畫《無限可能：假如…？》，而在2021年7月，漫威正在創建一個“動畫分支和迷你工作室”，專注於《假如...？》之外的更多動畫。其後又於11月在Disney+日期間再宣佈四部不是第四階段的一部分的電視劇，其後的數月再揭曉三部電視劇。

### 其他媒體擴張
第一本搭配漫畫於2008年發佈。漫威首席創意官喬·昆薩達指出，漫畫將設置在電影的聯動範圍內，但並不打算直接改編。相反，它們會探索“發生在銀幕外的事情”或者把簡約提過的事情細節化。費吉參與了漫畫的創作，一些電影編劇有時也會參與。漫威漫畫與布拉德·溫德博姆、傑瑞米·拉切姆（Jeremy Latcham）和威爾·科羅納·皮爾格林（Will Corona Pilgrim）在漫威影業合作，負責選擇一些轉移到漫威電影宇宙的漫威漫畫宇宙概念，並決定搭配漫畫的展示內容以及留給電影的內容。而漫威已經澄清了經典漫威電影宇宙故事的搭配漫畫和受到漫威電影宇宙故事啟發的搭配漫畫之間的分別，“我們可以在這以戲服和漫畫的形式展示電影中的所有角色”。
2011年8月，漫威宣佈了一個名為「漫威短片」的錄影帶首映短篇電影系列，聯合製片人布拉德·溫德博姆稱這些短片是“一種嘗試新角色和想法的有趣方式”，並擴展了漫威電影宇宙。每部短片都被設計成一個獨立的故事，為電影中的角色或事件提供背景故事。
2015年3月，漫威動畫開發及製作副總裁科爾特·連恩（Cort Lane）表示連結漫威電影宇宙的動畫正在工作中。7月，漫威與Google合作以製作虛構新聞節目《WHIH新聞前線》，一部設定為漫威電影宇宙中的YouTube視頻的網絡系列，作為病毒式營銷活動的核心，以宣傳漫威的電影和宇宙。2016年12月，一部分成六集的網絡劇集《神盾局特工：彈弓》在ABC.com上首映，故事設定為發生於《神盾局特工》第四季不久之前。2019年9月，索尼創建了虛構報社號角日報網站的真實版本，作為病毒式營銷活動的一部分，以促進《蜘蛛人：無家日》家庭媒體發布。2020年12月，漫威宣佈照相寫實動畫短片劇集《我是格魯特》。

### 經營方式

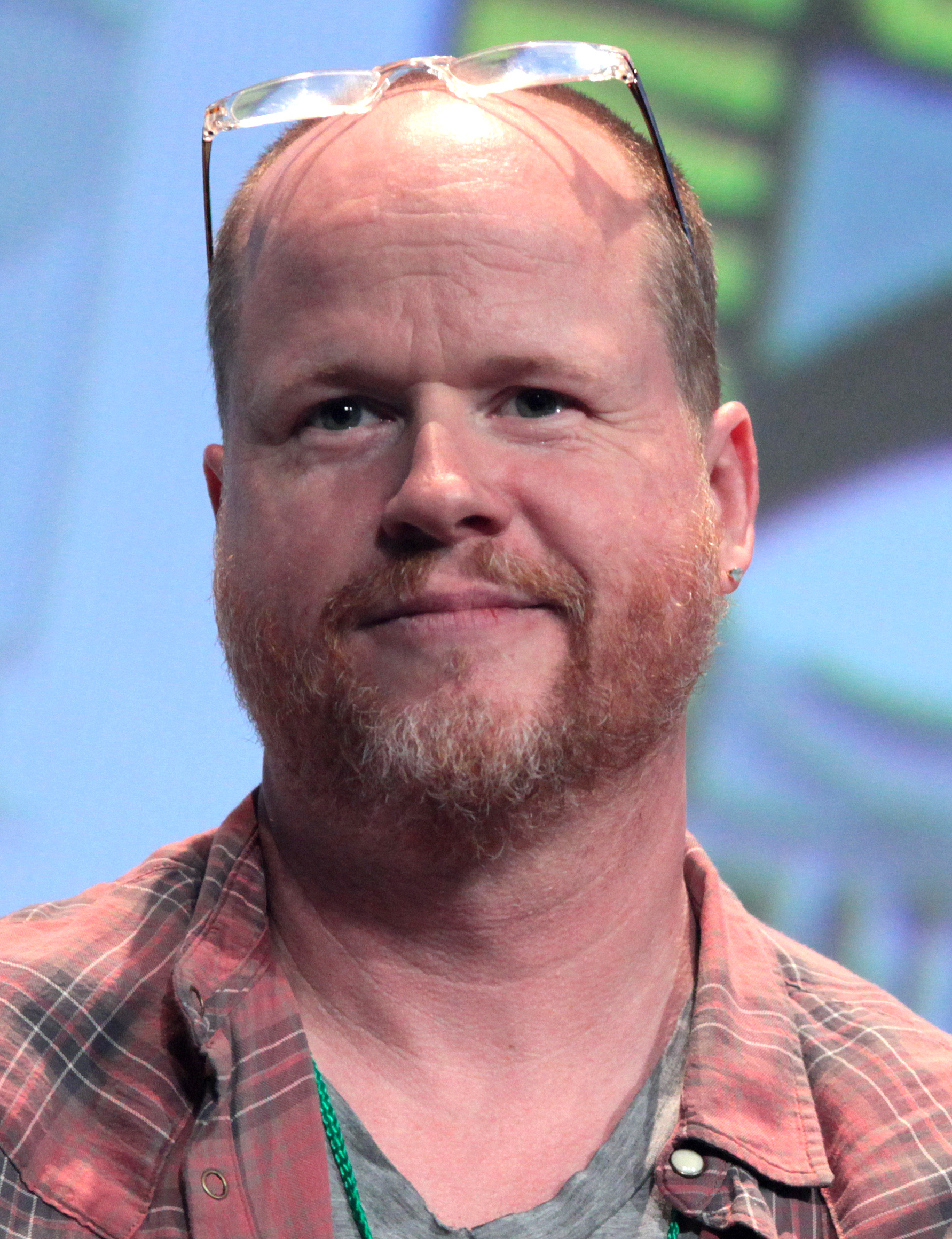
為第二階段作出重大貢獻、並為其所有電影提供了創意性意見的喬斯·溫登推出了漫威電影宇宙第一部電視劇《神盾局特工》，以及自編自導了《復仇者聯盟2：奧創紀元》。

漫威經常把受視藝發展部的漫畫和藝術影響的圖冊匯聚、為項目創建視覺模板，而它們都是在漫威為了規劃和開發漫威電影宇宙各階段而於每“18 個月左右”舉行一次的公司務虛會上匯總的。不過，這些圖冊並不總是向導演展示，漫威有時更願意讓導演先提出自己的想法。當為項目選擇導演時，漫威會尋找能夠指導電影的製片人，而一些選擇在考慮到導演以前的工作後被認為“不合時宜”。費吉表示：“你不需要為了給我們製作一部大型視覺效果的電影而導演一部大型視覺效果的電影。你只需要完成一些非常棒的事情。”
漫威確保導演對共享宇宙的想法持開放態度、並願意加入相關元素，例如肯尼斯·布萊納和喬·約翰斯頓需分別在《雷神索爾》和《美國隊長》中加入搭建《復仇者聯盟》的場景。漫威通常會在項目中探索或構建大想法，例如九頭蛇在《美國隊長2：酷寒戰士》中滲透神盾局，是由製片人解説後“稍為改進”而達成。在這些主意得以開發後，創意團隊開始構想其他未來項目的想法，以了解如何建立更宏大的宇宙性聯繫。羅素兄弟與編劇克里斯多佛·馬庫斯和史蒂芬·麥費利與第三階段的其他導演和編劇進行了大量合作，以確保漫威電影宇宙在《復仇者聯盟3：無限戰爭》和《復仇者聯盟4：終局之戰》中的“高潮”“一切正常”。
漫威也開始與演員們簽約多部電影，包括“史無前例地”與演員山繆·傑克森簽約九部電影。費吉表示漫威讓所有演員都簽了多部電影的合同，標準是三部電影或以上，而九或十二部電影的交易則“更罕見”。演員的合同還允許漫威在另一部電影中使用演員在另一部電影中最多三分鐘的演出，漫威將其描述為“過渡材料”。到第四階段開始時，漫威不再與演員簽約大量項目，每個演員和項目的合同長度各不相同。費吉表示漫威正尋找那些對加入漫威電影宇宙感到興奮並出現在多個項目中而又不受合同義務約束的演員，又補充道他們開始將主題公園景點納入演員的交易中。
2012年8月，漫威與喬斯·溫登簽訂了一份到2015年6月的獨家影視合同。通過這筆交易，溫登將為第二階段“作出創意性貢獻”，並開發漫威電影宇宙的第一部電視劇。2017年4月，詹姆斯·岡恩透露將與漫威合作，以“協助設計星際異攻隊角色的故事走向，並確保漫威宇宙的未來與我們迄今為止創造的一樣特別、真實和神奇"。2020年12月，由於2019冠狀病毒病疫情對電影業的影響導致很多電影退出院線，漫威開始更新演員、編劇、導演和製片人的合同，以便在電影首映在Disney+代替院線時獲得調整後的補償。據TheWrap報導稱，新合同據信僅適用於即將進入製作階段的電影，雖未上映但已完成的電影的合同尚未清楚是否會進行任何調整。
漫威電視方面，主管洛布解釋，他們將自己視為向節目主理人提供支持的製片人：“我們參與了製作的各方面——無論是在作者的空間、現場剪輯、選角——製作的每一步都通過了漫威團隊，以盡量講述最好的故事。”又補充道漫威能夠橫跨不同電視網和平台製作如此多電視劇是因為他們只需一個人在每部電視劇上協助“指導整個過程”。根據合同，出現在漫威電視劇中的演員（例如在《夜魔俠》中飾演「夜魔俠」麥特·默多克的查理·考克斯以及在《神盾局特工》中飾演「仿聲鳥」芭比·摩斯的阿德琳妮·帕里奇）如果被要求的話，是有義務出現在漫威電影中的。在開發跨界迷你劇《捍衛者聯盟》時，製片人馬可·拉米瑞茲（Marco Ramirez）諮詢了毎部漫威Netflix電視劇的創作者，讓他們閱讀《捍衛者聯盟》的每個劇本，並深入了解各個角色的世界。2021年12月，費吉確認考克斯將會在漫威電影宇宙中回歸飾演夜魔俠，考克斯在當月上映的《蜘蛛人：無家日》中首次回歸飾演該角色，而文森特·諾費奥也在當月上線的《鷹眼》中回歸飾演「金霸王」威爾森·菲斯克。

## 電影

### 已上映
前三個階段合稱為「無限傳奇」（The Infinity Saga）。第四至第六階段合稱為「多元宇宙傳奇」（The Multiverse Saga），其中包括Disney+相關影集。
| 序       | 電影                        | 美國上映日期   | 導演                     | 編劇                                                                               | 監製                                     |        |
| 第一階段 | 第一階段                    | 第一階段       | 第一階段                 | 第一階段                                                                           | 第一階段                                 |        |
| -------- | --------------------------- | -------------- | ------------------------ | ---------------------------------------------------------------------------------- | ---------------------------------------- | ------ |
| 1        | 《鋼鐵人》                  | 2008年5月2日   | 強·法夫洛                | 馬克·費格斯與霍克·奥斯比和阿瑟·馬坎＆麥·賀洛維                                     | 阿維·阿拉德 和凱文·費吉                  |        |
| 2        | 《無敵浩克》                | 2008年6月13日  | 路易斯·賴托瑞            | 扎克·佩恩                                                                          | 阿維·阿拉德、 蓋兒·安妮·赫德 和凯文·费吉 |        |
| 3        | 《鋼鐵人2》                 | 2010年5月7日   | 強·法夫洛                | 賈斯汀·塞洛克斯                                                                    | 凯文·费吉                                |        |
| 4        | 《雷神索爾》                | 2011年5月6日   | 肯尼斯·布萊納            | 阿什利·愛德華·米勒＆扎克·斯坦兹和唐·佩恩                                           | 凯文·费吉                                |        |
| 5        | 《美國隊長》                | 2011年7月22日  | 喬·約翰斯頓              | 克里斯多佛·馬庫斯＆史蒂芬·麥費利                                                   | 凯文·费吉                                |        |
| 6        | 《復仇者聯盟》              | 2012年5月4日   | 喬斯·溫登                | 喬斯·溫登                                                                          | 凯文·费吉                                |        |
| 第二階段 |                             |                |                          |                                                                                    |                                          |        |
| 7        | 《鋼鐵人3》                 | 2013年5月3日   | 沙恩·布萊克              | 德魯·皮爾斯和沙恩·布萊克                                                           | 凯文·费吉                                |        |
| 8        | 《雷神索爾2：黑暗世界》     | 2013年11月8日  | 亞倫·泰勒                | 克里斯多佛·約斯特和克里斯多佛·馬庫斯＆史蒂芬·麥費利                                | 凯文·费吉                                |        |
| 9        | 《美國隊長2：酷寒戰士》     | 2014年4月4日   | 安東尼·羅素和約瑟夫·羅素 | 克里斯多佛·馬庫斯＆史蒂芬·麥費利                                                   | 凯文·费吉                                |        |
| 10       | 《星際異攻隊》              | 2014年8月1日   | 詹姆斯·岡恩              | 詹姆斯·岡恩和妮可·帕爾曼                                                           | 凯文·费吉                                |        |
| 11       | 《復仇者聯盟2：奧創紀元》   | 2015年5月1日   | 喬斯·溫登                | 喬斯·溫登                                                                          | 凯文·费吉                                |        |
| 12       | 《蟻人》                    | 2015年7月17日  | 派頓·瑞德                | 艾德格·萊特＆喬·康沃爾和亞當·麥凱＆保羅·路德                                       | 凯文·费吉                                |        |
| 第三階段 |                             |                |                          |                                                                                    |                                          |        |
| 13       | 《美國隊長3：英雄內戰》     | 2016年5月6日   | 安東尼·羅素和約瑟夫·羅素 | 克里斯多佛·馬庫斯＆史蒂芬·麥費利                                                   | 凱文·費吉                                |        |
| 14       | 《奇異博士》                | 2016年11月4日  | 史考特·德瑞森            | 強·史派茲和史考特·德瑞森＆C·羅柏·卡吉爾                                            | 凱文·費吉                                |        |
| 15       | 《星際異攻隊2》             | 2017年5月5日   | 詹姆斯·岡恩              | 詹姆斯·岡恩                                                                        | 凱文·費吉                                |        |
| 16       | 《蜘蛛人：返校日》          | 2017年7月7日   | 強·華茲                  | 強納森·高斯汀＆約翰·戴利和 強·華茲＆克里斯多佛·福特和 克里斯·麥肯納＆艾瑞克·桑默斯 | 凱文·費吉和 艾美·帕斯卡                  |        |
| 17       | 《雷神索爾3：諸神黃昏》     | 2017年11月3日  | 塔伊加·維迪提            | 艾瑞克·皮爾森和克雷格·凱爾＆克里斯多夫·約斯特                                      | 凱文·費吉                                |        |
| 18       | 《黑豹》                    | 2018年2月16日  | 瑞恩·庫格勒              | 瑞恩·庫格勒＆喬·羅伯特·高爾                                                        | 凱文·費吉                                |        |
| 19       | 《復仇者聯盟3：無限之戰》   | 2018年4月27日  | 安東尼·羅素和約瑟夫·羅素 | 克里斯多佛·馬庫斯＆史蒂芬·麥費利                                                   | 凱文·費吉                                |        |
| 20       | 《蟻人與黃蜂女》            | 2018年7月6日   | 佩顿·里德                | 克里斯·麥肯納＆艾瑞克·桑默斯和 保羅·路德＆安德魯·巴勒＆加布里埃爾·法拉利           | 凱文·費吉和 史提芬·布魯薩德              |        |
| 21       | 《驚奇隊長》                | 2019年3月8日   | 安娜·波頓和瑞安·弗雷克   | 安娜·波頓＆瑞安·弗雷克＆吉妮瓦·羅伯森-多瑞                                         | 凱文·費吉                                |        |
| 22       | 《復仇者聯盟4：終局之戰》   | 2019年4月26日  | 安東尼·羅素和約瑟夫·羅素 | 克里斯多佛·馬庫斯＆史蒂芬·麥費利                                                   | 凱文·費吉                                |        |
| 23       | 《蜘蛛人：離家日》          | 2019年7月2日   | 強·華茲                  | 克里斯·麥肯納＆艾瑞克·桑默斯                                                       | 凱文·費吉和 艾美·帕斯卡                  |        |
| 第四階段 |                             |                |                          |                                                                                    |                                          |        |
| 24       | 《黑寡婦》                  | 2021年7月9日   | 凱特·蕭蘭                | 艾瑞克·皮爾森                                                                      | 凱文·費吉                                | 已上映 |
| 25       | 《尚氣與十環傳奇》          | 2021年9月3日   | 德斯汀·丹尼爾·克雷頓     | 大衛·卡拉漢＆德斯汀·丹尼爾·克雷頓＆安德魯·蘭哈姆                                   | 凱文·費吉和 喬納森·舒瓦茲                | 已上映 |
| 26       | 《永恆族》                  | 2021年11月5日  | 趙婷                     | 趙婷＆帕特里克·布雷和 萊恩·菲爾波＆馬修·K·菲爾波                                   | 凱文·費吉和 內特·摩爾                    | 已上映 |
| 27       | 《蜘蛛人：無家日》          | 2021年12月17日 | 強·華茲                  | 克里斯·麥肯納＆艾瑞克·桑默斯                                                       | 凱文·費吉和 艾美·帕斯卡                  | 已上映 |
| 28       | 《奇異博士2：失控多重宇宙》 | 2022年5月6日   | 山姆·雷米                | 麥可·沃爾德倫                                                                      | 凱文·費吉                                | 已上映 |
| 29       | 《雷神索爾：愛與雷霆》      | 2022年7月8日   | 塔伊加·維迪提            | 塔伊加·維迪提和珍妮佛·凱汀·羅賓遜                                                  | 凱文·費吉和 布拉德·溫德博姆              | 已上映 |
| 30       | 《黑豹2：瓦干達萬歲》       | 2022年11月11日 | 瑞恩·庫格勒              | 瑞恩·庫格勒＆喬·羅伯特·高爾                                                        | 凱文·費吉和 內特·摩爾                    | 已上映 |
| 第五階段 |                             |                |                          |                                                                                    |                                          |        |
| 31       | 《蟻人與黃蜂女：量子狂熱》  | 2023年2月17日  | 派頓·瑞德                | 傑夫·洛夫尼斯                                                                      | 凱文·費吉 史提芬·布魯薩德   | 已上映 |
| 32       | 《星際異攻隊3》             | 2023年5月5日   | 詹姆斯·岡恩              | 詹姆斯·岡恩                                                                        | 凱文·費吉                                | 已上映 |
| 33       | 《驚奇隊長2》               | 2023年11月10日 | 妮亞·達科斯塔            | 梅根·麥克唐納 妮亞·達科斯塔 艾莉莎·克拉希克（ ） 贊伯·威爾斯  [ 158 ] | 凱文·費吉                                | 已上映 |
| 34       | 《死侍與金鋼狼》            | 2024年7月26日  | 薛恩·李維                | 雷特·瑞斯 保羅·韋尼克 贊伯·威爾斯  薛恩·李維 萊恩·雷諾斯 [ 160 ]      | 凱文·費吉 萊恩·雷諾斯 薛恩·李維          | 已上映 |
| 35       | 《美國隊長：無畏新世界》    | 2025年2月14日  | 朱利斯·歐納              | 麥爾坎·斯貝爾曼 達蘭·穆森 [ 163 ]                                                  | 凱文·費吉 內特·摩爾         | 已上映 |
| 36       | 《雷霆特攻隊*》             | 2025年5月2日   | 傑克·史崔爾              | 艾瑞克·皮爾森                                                                      | 凱文·費吉                                | 已上映 |

### 即將上映
| 序       | 電影                     | 美國上映日期   | 導演                 | 編劇 | 監製                                | 狀態     |
| 第六階段 | 第六階段                 | 第六階段       | 第六階段             | 第六階段 | 第六階段                            | 第六階段 |
| -------- | ------------------------ | -------------- | -------------------- | --- | ----------------------------------- | -------- |
| 37       | 《驚奇4超人：第一步》    | 2025年7月25日  | 麥特·夏克曼          | 傑夫·卡普蘭（ ） 伊恩·斯普林格（ ） 喬許·費德曼  卡麥隆·斯奎雷斯（ ） 艾瑞克·皮爾森 彼得·卡麥隆（ ） [ 166 ] [ 167 ] | 凱文·費吉                           | 後期製作 |
| 38       | 《蜘蛛人：重生日》       | 2026年7月31日  | 德斯汀·丹尼爾·克雷頓 | 克里斯·麥肯納 艾瑞克·桑默斯 [ 170 ]                                                                                               | 凱文·費吉 艾米·帕斯卡  | 前期製作 |
| 39       | 《復仇者聯盟：末日之戰》 | 2026年12月18日 | 羅素兄弟             | 麥可·沃爾德倫 史蒂芬·麥費利 [ 172 ]                                                                                               | 凱文·費吉 羅素兄弟                  | 拍攝中   |
| 41       | 《復仇者聯盟：秘密戰爭》 | 2027年12月17日 | 羅素兄弟             | 麥可·沃爾德倫 史蒂芬·麥費利 [ 172 ]                                                                                               | 凱文·費吉 羅素兄弟                  | 開發中   |

## 電視劇

### 漫威電視
| 電視劇                 | 季數    | 集數    | 首播日期       | 首播日期       | 首播日期 | 節目統籌                                    |
| 電視劇                 | 季數    | 集數    | 首映           | 季終           | 電視網   | 節目統籌                                    |
| ABC系列                | ABC系列 | ABC系列 | ABC系列        | ABC系列        | ABC系列  | ABC系列                                     |
| ---------------------- | ------- | ------- | -------------- | -------------- | -------- | ------------------------------------------- |
| 《神盾局特工》         | 1       | 22      | 2013年9月24日  | 2014年5月13日  | ABC      | 傑德·溫登＆茉莉莎·譚雀羅安＆傑佛瑞·貝爾     |
| 《神盾局特工》         | 2       | 22      | 2014年9月23日  | 2015年5月12日  | ABC      | 傑德·溫登＆茉莉莎·譚雀羅安＆傑佛瑞·貝爾     |
| 《神盾局特工》         | 3       | 22      | 2015年9月29日  | 2016年5月17日  | ABC      | 傑德·溫登＆茉莉莎·譚雀羅安＆傑佛瑞·貝爾     |
| 《神盾局特工》         | 4       | 22      | 2016年9月20日  | 2017年5月16日  | ABC      | 傑德·溫登＆茉莉莎·譚雀羅安＆傑佛瑞·貝爾     |
| 《神盾局特工》         | 5       | 22      | 2017年12月1日  | 2018年5月18日  | ABC      | 傑德·溫登＆茉莉莎·譚雀羅安＆傑佛瑞·貝爾     |
| 《神盾局特工》         | 6       | 13      | 2019年5月10日  | 2019年8月2日   | ABC      | 傑德·溫登＆茉莉莎·譚雀羅安＆傑佛瑞·貝爾     |
| 《神盾局特工》         | 7       | 13      | 2020年5月27日  | 2020年8月12日  | ABC      | 傑德·溫登＆茉莉莎·譚雀羅安＆傑佛瑞·貝爾     |
| 《卡特探員》           | 1       | 8       | 2015年1月6日   | 2015年2月24日  | ABC      | 塔拉·巴特斯＆蜜雪兒·法澤卡斯＆克里斯·丁格斯 |
| 《卡特探員》           | 2       | 10      | 2016年1月19日  | 2016年3月1日   | ABC      | 塔拉·巴特斯＆蜜雪兒·法澤卡斯＆克里斯·丁格斯 |
| 《異人族》             | 1       | 8       | 2017年9月29日  | 2017年11月10日 | ABC      | 史考特·巴克                                 |
| Netflix系列/捍衛者傳奇 |         |         |                |                |          |                                             |
| 《夜魔俠》             | 1       | 13      | 2015年4月10日  | 2015年4月10日  | Netflix  | 史蒂芬·S·迪奈特                             |
| 《夜魔俠》             | 2       | 13      | 2016年3月18日  | 2016年3月18日  | Netflix  | 道格·佩特里和馬可·拉米雷斯                  |
| 《夜魔俠》             | 3       | 13      | 2018年10月19日 | 2018年10月19日 | Netflix  | 埃里克·奧萊森                               |
| 《傑西卡·瓊斯》        | 1       | 13      | 2015年11月20日 | 2015年11月20日 | Netflix  | 梅麗莎·羅森堡                               |
| 《傑西卡·瓊斯》        | 2       | 13      | 2018年3月8日   | 2018年3月8日   | Netflix  | 梅麗莎·羅森堡                               |
| 《傑西卡·瓊斯》        | 3       | 13      | 2019年6月14日  | 2019年6月14日  | Netflix  | 梅麗莎·羅森堡和史葛·雷諾茲                  |
| 《盧克·凱奇》          | 1       | 13      | 2016年9月30日  | 2016年9月30日  | Netflix  | 曹·霍達瑞·寇克                              |
| 《盧克·凱奇》          | 2       | 13      | 2018年6月22日  | 2018年6月22日  | Netflix  | 曹·霍達瑞·寇克                              |
| 《鐵拳俠》             | 1       | 13      | 2017年3月17日  | 2017年3月17日  | Netflix  | 史葛·巴克                                   |
| 《鐵拳俠》             | 2       | 10      | 2018年9月7日   | 2018年9月7日   | Netflix  | M·瑞文·梅茲納                               |
| 《捍衛者聯盟》         | 1       | 8       | 2017年8月18日  | 2017年8月18日  | Netflix  | 馬可·拉米雷斯                               |
| 《制裁者》             | 1       | 13      | 2017年11月17日 | 2017年11月17日 | Netflix  | 史蒂夫·萊福特                               |
| 《制裁者》             | 2       | 13      | 2019年1月18日  | 2019年1月18日  | Netflix  | 史蒂夫·萊福特                               |
| 青少年系列             |         |         |                |                |          |                                             |
| 《離家童盟》           | 1       | 10      | 2017年11月21日 | 2018年1月9日   | Hulu     | 喬什·施瓦茲和斯蒂芬妮·薩維治                |
| 《離家童盟》           | 2       | 13      | 2018年12月21日 | 2018年12月21日 | Hulu     | 喬什·施瓦茲和斯蒂芬妮·薩維治                |
| 《離家童盟》           | 3       | 10      | 2019年12月13日 | 2019年12月13日 | Hulu     | 喬什·施瓦茲和斯蒂芬妮·薩維治                |
| 《斗篷與匕首》         | 1       | 10      | 2018年6月7日   | 2018年8月2日   | Freeform | 喬·波卡斯基                                 |
| 《斗篷與匕首》         | 2       | 10      | 2019年4月4日   | 2019年5月30日  | Freeform | 喬·波卡斯基                                 |
| 恐懼之冒險系列         |         |         |                |                |          |                                             |
| 《地獄風暴》           | 1       | 10      | 2020年10月16日 | 2020年10月16日 | Hulu     | 保羅·茲畢修斯基                             |

### 漫威影業

#### 第四階段
所有影集均於華特迪士尼公司旗下的線上串流媒體平台Disney+首播。
| 劇集                  | 季數 | 集数 | 集数 | 上線日期       | 上線日期       | 上線日期 | 首席編劇        | 導演                                                         |
| 劇集                  | 季數 | 集数 | 集数 | 首映           | 季终           | 电视网   | 首席編劇        | 導演                                                         |
| --------------------- | ---- | ---- | ---- | -------------- | -------------- | -------- | --------------- | ------------------------------------------------------------ |
| 《汪達幻視》          | 1    | 9    | 9    | 2021年1月15日  | 2021年3月5日   | Disney+  | 潔克·薛佛       | 麥特·夏克曼                                                  |
| 《獵鷹與酷寒戰士》    | 1    | 6    | 6    | 2021年3月19日  | 2021年4月23日  | Disney+  | 麥爾坎·斯貝爾曼 | 卡莉·史考格蘭德                                              |
| 《洛基》              | 1    | 6    | 6    | 2021年6月9日   | 2021年7月14日  | Disney+  | 麥可·沃爾德倫   | 凱特·赫倫                                                    |
| 《無限可能：假如…？》 | 1    | 9    | 9    | 2021年8月11日  | 2021年10月6日  | Disney+  | A·C·布拉德利    | 布萊恩·安德魯斯                                              |
| 《鷹眼》              | 1    | 6    | 6    | 2021年11月24日 | 2021年12月22日 | Disney+  | 喬納森·伊格拉   | 瑞斯·湯瑪斯 伯特＆伯蒂                                       |
| 《月光騎士》          | 1    | 6    | 6    | 2022年3月30日  | 2022年5月4日   | Disney+  | 傑瑞米·史列特   | 穆罕默德·迪亞布 賈斯汀·班森＆亞倫·穆赫德                     |
| 《驚奇少女》          | 1    | 6    | 6    | 2022年6月8日   | 2022年7月13日  | Disney+  | 碧莎·K·阿里     | 阿迪爾·艾爾·阿比＆畢拉爾·法拉 莎敏·奧巴伊德-奇諾伊 蜜拉·梅農 |
| 《律師女浩克》        | 1    | 9    | 9    | 2022年8月18日  | 2022年10月13日 | Disney+  | 高揚            | 凱特·寇伊若 阿努·瓦利亞                                      |

#### 第五階段
| 劇集                     | 季數 | 集数 | 集数 | 上線日期       | 上線日期       | 上線日期     | 首席編劇          | 導演                                                    |
| 劇集                     | 季數 | 集数 | 集数 | 首映           | 季终           | 电视网       | 首席編劇          | 導演                                                    |
| ------------------------ | ---- | ---- | ---- | -------------- | -------------- | ------------ | ----------------- | ------------------------------------------------------- |
| 《秘密入侵》             | 1    | 6    | 6    | 2023年6月21日  | 2023年7月26日  | Disney+      | 凱爾·布萊斯特里特 | 托馬斯·伯祖查  阿里·薩利姆    |
| 《洛基》                 | 2    | 6    | 6    | 2023年10月5日  | 2023年11月9日  | Disney+      | 艾瑞克·馬丁       | 賈斯汀·班森  亞倫·穆赫德                   |
| 《無限可能：假如…？》    | 2    | 9    | 9    | 2023年12月22日 | 2023年12月30日 | Disney+      | A·C·布拉德利      | 布萊恩·安德魯斯                                         |
| 《無限可能：假如…？》    | 3    | 8    | 8    | 2024年12月22日 | 2024年12月29日 | Disney+      | 馬修·昌西         | 布萊恩·安德魯斯                                         |
| 《迴聲》                 | 1    | 5    | 5    | 2024年1月9日   | 2024年1月9日   | Disney+ Hulu | 瑪麗恩·戴爾       | 席德妮·費蘭  卡特琳娜·麥肯齊  |
| 《阿嘉莎：無所不在》     | 1    | 9    | 9    | 2024年9月18日  | 2024年10月30日 | Disney+      | 潔克·薛佛         | 潔克·薛佛 占賈·蒙泰羅                                   |
| 《蜘蛛人：你的友好鄰居》 | 1    | 10   | 10   | 2025年1月25日  | 2025年2月19日  | Disney+      | 傑夫·川默         | 梅尔·茨维尔 丽莎·辛格 斯图尔特·利文斯顿                 |
| 《夜魔俠：重生》         | 1    | 9    | 9    | 2025年3月4日   | 2025年4月15日  | Disney+      | ·和·奧德          | 賈斯汀·班森 亞倫·穆赫德                                 |
| 《鋼鐵心》               | 1    | 6    | 6    | 2025年6月24日  | 2025年7月1日   | Disney+      | 齊娜卡·霍奇       | 山姆·貝利  安吉拉·巴恩斯 [ 195 ]           |

#### 第六階段
| 劇集                   | 季數 | 集数 | 集数 | 上線日期      | 上線日期     | 首席編劇      | 導演                 | 狀態     |
| 劇集                   | 季數 | 集数 | 集数 | 首映          | 季终         | 首席編劇      | 導演                 | 狀態     |
| ---------------------- | ---- | ---- | ---- | ------------- | ------------ | ------------- | -------------------- | -------- |
| 《瓦干達之眼》         | 1    | 4    | 4    | 2025年8月6日  | 2025年8月6日 | 待定          | 待定                 | 製作中   |
| 《喪屍英雄》           | 1    | 4    | 4    | 2025年10月3日 | 待定         | 贊伯·威爾斯   | 布萊恩·安德魯斯      | 製作中   |
| 《神力人》             | 1    | 8    | 8    | 2025年12月    | 待定         | 安德魯·蓋斯特 | 德斯汀·丹尼爾·克雷頓 | 後期製作 |
| 《夜魔俠：重生》       | 2    | 8    | 8    | 2026年3月     | 待定         | 待定          | 待定                 | 拍攝中   |
| 《幻視探索》           | 1    | 待定 | 待定 | 2026年        | 待定         | 潔克·薛佛     | 待定                 | 拍攝中   |
| 《你的友善鄰居蜘蛛人》 | 2    | 待定 | 待定 | 2026年        | 待定         | 傑夫·川默     | 待定                 | 製作中   |

#### 未來計劃
| 劇集                 | 季數 | 集数 | 集数 | 上線日期 | 上線日期 | 首席編劇  | 導演 | 狀態   |
| 劇集                 | 季數 | 集数 | 集数 | 首映     | 季终     | 首席編劇  | 導演 | 狀態   |
| -------------------- | ---- | ---- | ---- | -------- | -------- | --------- | ---- | ------ |
| 《蜘蛛人：二年級生》 | 3    | 待定 | 待定 | 待定     | 待定     | 傑夫·川默 | 待定 | 製作中 |

## 短片

### 漫威短片
| 序                         | 短片                           | 美國發行日期                                   | 導演                 | 編劇          | 監製                                        | 時長     | 收錄於影片              |
| 第一階段                   | 第一階段                       | 第一階段                                       | 第一階段             | 第一階段      | 第一階段                                    | 第一階段 | 第一階段                |
| -------------------------- | ------------------------------ | ---------------------------------------------- | -------------------- | ------------- | ------------------------------------------- | -------- | ----------------------- |
| 1                          | 《神盾顧問》                   | 2011年9月13日                                  | 雷森姆               | 艾瑞克·皮爾森 | 凱文·費吉                                   | 3分57秒  | 《雷神索爾》            |
| 2                          | 《尋找雷神之鎚路上發生的趣事》 | 2011年10月25日                                 | 雷森姆               | 艾瑞克·皮爾森 | 凱文·費吉                                   | 4分3秒   | 《美國隊長》            |
| 3                          | 《47號物品》                   | 2012年9月25日                                  | 路易斯·德·埃斯波西托 | 艾瑞克·皮爾森 | 凱文·費吉                                   | 11分21秒 | 《復仇者聯盟》          |
| 第二階段                   |                                |                                                |                      |               |                                             |          |                         |
| 4                          | 《卡特探員》                   | 2013年9月3日（數位版） 2013年9月24日（實體版） | 路易斯·德·埃斯波西托 | 艾瑞克·皮爾森 | 凱文·費吉                                   | 15分29秒 | 《鋼鐵人3》             |
| 5                          | 《王者萬歲》                   | 2014年2月4日（數位版） 2014年2月25日（實體版） | 德鲁·皮尔斯          | 德鲁·皮尔斯   | 凱文·費吉                                   | 13分51秒 | 《雷神索爾2：黑暗世界》 |
| 第三階段：《雷神索爾小隊》 |                                |                                                |                      |               |                                             |          |                         |
| 1                          | 《雷神小隊》                   | 2016年7月23日                                  | 塔伊加·維迪提        | 塔伊加·維迪提 | 塔伊加·維迪提、 布拉德·溫德鮑姆 和凱文·費吉 | 4分      | 《美國隊長3：英雄內戰》 |
| 2                          | 《雷神小隊2》                  | 2017年2月28日                                  | 塔伊加·維迪提        | 塔伊加·維迪提 | 塔伊加·維迪提、 布拉德·溫德鮑姆 和凱文·費吉 | 5分      | 《奇異博士》            |
| 3                          | 《戴瑞爾小隊》                 | 2018年2月20日                                  | 塔伊加·維迪提        | 塔伊加·維迪提 | 塔伊加·維迪提、 布拉德·溫德鮑姆 和凱文·費吉 | 6分      | 《雷神索爾3：諸神黃昏》 |

### 短片影集
| 第四階段       |   |   |   |               |               |             |             |        |
| 《我是格魯特》 | 1 | 5 | 5 | 2022年8月10日 | 2022年8月10日 | 瑞恩·雷特爾 | 克絲汀·勒波 | 已播出 |

## 特別節目
| 特别节目                  | 上線日期       | 導演          | 編劇                                                      |
| 第四階段                  | 第四階段       | 第四階段      | 第四階段                                                  |
| ------------------------- | -------------- | ------------- | --------------------------------------------------------- |
| 《暗夜狼人》              | 2022年10月7日  | 麥可·吉亞奇諾 | 希瑟·奎恩（Heather Quinn）＆ 彼得·卡梅隆（Peter Cameron） |
| 《星際異攻隊 聖誕特別篇》 | 2022年11月25日 | 詹姆斯·岡恩   | 詹姆斯·岡恩                                               |

## 時間線

### 作品展現
| 1943–1945 | 《》                         |
| 1946      | 《卡特探員》                 |
| 1947–1994 |                              |
| 1995      | 《驚奇隊長》                 |
| 1996–2009 |                              |
| 2010      | 《鋼鐵人》                   |
| 2011      | 《鋼鐵人2》                  |
| 2011      | 《無敵浩克》                 |
| 2011      | 《設計雷神之錘有趣的故事》   |
| 2011      | 《雷神索爾》                 |
| 2011      | 《漫威一擊：顧問》           |
| 2012      | 《復仇者聯盟》               |
| 2012      | 《漫威一擊：47物件》         |
| 2012      | 《鋼鐵人3》                  |
| 2013      | 《向王者致敬》               |
| 2013      | 《雷神索爾2：黑暗世界》      |
| 2014      | 《美國隊長2：酷寒戰士》      |
| 2014      | 《星際異攻隊》               |
| 2014      | 《我是格魯特》第一集         |
| 2014      | 《星際異攻隊2》              |
| 2014      | 《我是格魯特》第二至五集     |
| 2015      | 《復仇者聯盟2：奧創紀元》    |
| 2015      | 《蟻人》                     |
| 2016      | 《美國隊長3：英雄內戰》      |
| 2016      | 《黑寡婦》                   |
| 2016      | 《黑豹》                     |
| 2016      | 《蜘蛛人：返校日》           |
| 2016      | 《奇異博士》（延續至2017年） |
| 2017      | 《雷神索爾3：諸神黃昏》      |
| 2018      | 《蟻人與黃蜂女》             |
| 2018      | 《復仇者聯盟3：無限之戰》    |
| 2019–2022 |                              |
| 2023      | 《復仇者聯盟4：終局之戰》    |
| 2023      | 《汪達幻視》                 |
| 2024      | 《尚氣與十環傳奇》           |
| 2024      | 《獵鷹與酷寒戰士》           |
| 2024      | 《永恆族》                   |
| 2024      | 《蜘蛛人：離家日》           |
| 2024      | 《蜘蛛人：無家日》           |
| 2024      | 《奇異博士2：失控多重宇宙》  |
| 2024      | 《鷹眼》                     |
| 2025      | 《月光騎士》                 |
| 2025      | 《黑豹2：瓦干達萬歲》        |
| 2025      | 《律師女浩克》               |
| 2025      | 《驚奇少女》                 |
| 2025      | 《雷神索爾：愛與雷霆》       |
| 2025      | 《星際異攻隊 聖誕特別篇》    |

在第一階段，各部電影的故事之間存在聯繫，但此時漫威影業仍未為此電影宇宙制訂長期規劃。《鋼鐵人2》的主題故事發生在《鋼鐵人》的6個月後。根據尼克·福瑞的表態，《雷神索爾》的主題故事與《鋼鐵人2》的發生時間相近。在官方衍生漫畫《福瑞的重大一週》中，《無敵浩克》、《鋼鐵人2》和《雷神索爾》均發生在同一週之內，《復仇者聯盟》的一年之前。編劇克里斯多佛·約斯特和艾瑞克·皮爾森繪製了漫威電影宇宙第一階段大事件時間線，並得到凱文·費吉和漫威影業的認可。為宣傳電影《復仇者聯盟》，2012年5月，漫威釋出第一階段正式的資訊圖表。
不同於第一階段，為簡化漫威電影宇宙的時間線，第二階段的影片故事設定的時間與現實時間基本重合。以《復仇者聯盟》為時間參考點，《鋼鐵人3》設定於6個月後的聖誕節期間，《雷神索爾2：黑暗世界》設定於1年之後，《美國隊長2：酷寒戰士》設定於2年之後。《星際異攻隊》設定於2014年。《復仇者聯盟2：奧創紀元》和《蟻人》設定於2015年。
類似於第二階段，在第三階段，導演安東尼·羅素和約瑟夫·羅素意欲將影片故事設定的時間與現實時間基本重合，因此《美國隊長3：英雄內戰》設定於《復仇者聯盟2：奧創紀元》事件的一年之後，《復仇者聯盟3：無限之戰》設定於《復仇者聯盟2：奧創紀元》的兩年之後。但是監製布拉德·溫德鮑姆表示第三階段的影片故事設定的時間會有一定程度的「彼此重疊」。《黑豹》和《蜘蛛人：返校日》故事時間分別設定於《美國隊長3：英雄內戰》的一週和兩個月以後。《雷神索爾3：諸神黃昏》故事時間設定於《雷神索爾2：黑暗世界》的四年之後，《復仇者聯盟2：奧創紀元》的兩年之後，和《美國隊長3：英雄內戰》以及《蜘蛛人：返校日》故事時間接近。《奇異博士》的故事發生時間持續一年左右，在結尾處「跟上漫威電影宇宙系列其餘部分的最新發展」。《蟻人與黃蜂女》設定於《美國隊長3：英雄內戰》的兩年之後，《復仇者聯盟3：無限之戰》兩週前。《星際異攻隊》和《星際異攻隊2》故事時間均設定於2014年。《復仇者聯盟3：無限之戰》之後，安東尼·羅素和約瑟夫·羅素表示未來的漫威電影中故事設定的時間不必與現實時間一致，存在諸多富有創意的方式講述這些故事。《驚奇隊長》設定於1995年。《復仇者聯盟4：終局之戰》開篇銜接《復仇者聯盟3：無限之戰》的故事，跳過彈指事件發生之後的五年時間，主體故事發生於2023年。《復仇者聯盟4：終局之戰》同時明確多部其他影片故事發生的準確時間節點，《復仇者聯盟》故事時間設定於2012年，《雷神索爾2：黑暗世界》故事時間設定於2013年，《星際異攻隊》故事時間設定於2014年，《奇異博士》故事時間設定於2017年左右，《蟻人與黃蜂女》故事時間設定於2018年。《蜘蛛人：離家日》設定於《復仇者聯盟4：終局之戰》事件的八個月之後，即故事發生於2024年。
第四階段包含漫威影業開發製作的電視劇，多部作品的故事時間設定於《復仇者聯盟4：終局之戰》之後。《黑寡婦》故事時間設定於《美國隊長3：英雄內戰》之後，《復仇者聯盟3：無限之戰》之前。《汪達幻視》故事時間設定於《復仇者聯盟4：終局之戰》的三週之後，劇情亦影響《奇異博士2：失控多重宇宙》的故事情節。《奇異博士2：失控多重宇宙》亦與《蜘蛛人：無家日》相關聯。《洛基》第一季開篇延續《復仇者聯盟4：終局之戰》中2012年的紐約事件，隨後因時間變異管理局的介入，導致《洛基》第一季故事發生於主時間線之外。《無限可能：假如…？》延續《洛基》第一季季終集〈時刻守護〉故事，神聖時間線上形成多個分岐點事件，導致系列電影中的多個關鍵時刻出現不同，產生出多重宇宙。《獵鷹與酷寒戰士》故事時間設定於《復仇者聯盟4：終局之戰》的六個月之後。《永恆族》的主體故事大約與《獵鷹與酷寒戰士》以及《蜘蛛人：離家日》同時發生，均設定於2024年，《復仇者聯盟4：終局之戰》的六至八個月之後。《蜘蛛人：無家日》故事緊接《蜘蛛人：離家日》發生，並延續至2024年底。《尚氣與十環傳奇》故事時間也設定於《復仇者聯盟4：終局之戰》之後，圍繞清明節前後的日子。《鷹眼》故事時間設定於《復仇者聯盟4：終局之戰》的一年之後，即2024年的聖誕節期間，共歷時約一週。《月光騎士》故事時間設定於《鷹眼》之後，即2025年早期。《驚奇少女》故事時間設定於《月光騎士》之後。《奇異博士2：失控多重宇宙》故事時間設定於《蜘蛛人：無家日》的數月之後。《雷神索爾：愛與雷霆》故事時間設定於《復仇者聯盟4：終局之戰》之後，索爾加入星際異攻隊的數個星期後。《律師女浩克》故事時間設定於《尚氣與十環傳奇》不久之後。《我是格魯特》第一集發生於《星際異攻隊》第一集和第二集之間，第二至五集發生於《星際異攻隊2》結局和片尾彩蛋之間。《黑豹2：瓦干達萬歲》故事時間設定於《蜘蛛人：無家日》之後，大約與《雷神索爾：愛與雷霆》和2023年電影《蟻人與黃蜂女：量子狂熱》同時發生。《星際異攻隊 聖誕特別篇》的主體故事發生在《雷神索爾：愛與雷霆》的一段長時間之後，2023年電影《星際異攻隊3》之前。
在第五階段，《蟻人與黃蜂女：量子狂熱》故事時間設定於2025年，大約與《黑豹2：瓦干達萬歲》事件及《驚奇少女》的早期事件同時發生	
。《秘密入侵》故事時間設定於《蜘蛛人：離家日》之後，《星際異攻隊3》主體故事發生在2022年電影《雷神索爾：愛與雷霆》和特輯《星際異攻隊假日特輯》之後；《驚奇隊長2》發生在2022年影集《驚奇少女》之後，《迴聲》和《鋼鐵心》分別發生在2021年影集《鷹眼》和2022年電影《黑豹2：瓦干達萬歲》之後。

### 漫威編纂
官方的搭配漫畫《福瑞的重大一週》確認了《鋼鐵人2》、《無敵浩克》和《雷神索爾》的事件發生於2012年電影《復仇者聯盟》的一年前的同一個星期內。作家克里斯多佛·約斯特和艾瑞克·皮爾森在製作漫畫時盡量遵循電影的時間線的邏輯，並在最終時間線上獲得了凱文·費吉和漫威的“認可印章”。為宣傳《復仇者聯盟》，漫威在2012年5月發布了一份官方資訊圖，詳細說明了這一時間線。
在開發2017年電影《蜘蛛人：返校日》時，該片的導演兼聯合編劇強·華茲詳細地參閱了聯合製片人艾力·卡路爾（Eric Carroll）在剛開始為漫威工作時創建的漫威電影宇宙的時間線捲軸。華茲表示捲軸展示了排列電影以及非排列電影的聯動，在完全展開時更超出了會議桌的長度。該捲軸被用以作為把《蜘蛛人：返校日》的連貫性梭織到之前的電影中的基礎。在電影中的字卡標示從2012年電影《復仇者聯盟》的事件到2016年電影《美國隊長3：英雄內戰》的事件之間相隔了八年，但被廣泛批評為錯誤的聯動和打破了既定的時間線，因為兩宗事件之間應該只相隔了四年。此外，《美國隊長3：英雄內戰》中的對話表明2008年電影《鋼鐵人》中的事件和該電影的事件之間相隔八年，而既定的聯動則接近五六年。《復仇者聯盟3：無限之戰》的聯合導演喬·羅索把《蜘蛛人：返校日》的八年時間跳躍描述為“非常不正確”，而這個錯誤則在指定為發生於《復仇者聯盟》的六年後的《無限之戰》中被忽略。公眾對《蜘蛛人：返校日》中的錯誤所作出的反應促使了漫威發布所有階段的新時間線，漫威因而於2018年11月發售紀念專書《漫威影業：第一個10年》（Marvel Studios: The First 10 Years），其中明確了當時所有已經上映的電影中的故事發生的時間節點：
| 年度      | 電影                                                         |
| --------- | ------------------------------------------------------------ |
| 1943–1945 | 《》                                                         |
| 2010      | 《鋼鐵人》                                                   |
| 2011      | 《鋼鐵人2》、《雷神索爾》                                    |
| 2012      | 《復仇者聯盟》、《鋼鐵人3》                                  |
| 2013      | 《雷神索爾2：黑暗世界》                                      |
| 2014      | 《美國隊長2：酷寒戰士》、《星際異攻隊》、《星際異攻隊2》     |
| 2015      | 《復仇者聯盟2：奧創紀元》、《蟻人》                          |
| 2016      | 《美國隊長3：英雄內戰》                                      |
| 2016–2017 | 《奇異博士》                                                 |
| 2017      | 《黑豹》、《雷神索爾3：諸神黃昏》、《復仇者聯盟3：無限之戰》 |

這條時間線忽略了兩個在聯動分面的“八年”錯誤，但在把《黑豹》和《復仇者聯盟3：無限之戰》置於2017年時亦使兩部電影的事件產生了矛盾。儘管後者出現了明顯的錯誤，但《Screen Rant》的湯瑪斯·培根（Thomas Bacon）將時間線描述為“漫威最接近正式聲明不同漫威電影宇宙事件設定的時間點的一次”，為漫威電影宇宙的聯動“帶來了一些平衡感”。
2020年10月，Disney+的漫威區進行了重組，以按階段對電影進行分組以及將電影按時間線順序排列地分組。時間線表明《雷神索爾2：黑暗世界》在《復仇者聯盟》和《鋼鐵人3》之間，以及《黑豹》在《美國隊長3：英雄內戰》之後，培根認為這更正了《漫威影業：第一個10年》中的時間線問題，並表示對迪士尼和漫威“意識到能以上映順序以外的方式觀看電影”以及“合法化”了這種觀看體驗感到很高興。另外，《無敵浩克》、《蜘蛛人：返校日》和《蜘蛛人：離家日》因為迪士尼並沒有發行權而沒有被加入時間線。培根認為《無敵浩克》能排在《鋼鐵人2》之後，因為兩部電影同時發生；又認為《蜘蛛人：返校日》能排在《黑豹》之後，《蜘蛛人：離家日》則能排在《復仇者聯盟：終局之戰》之後。《The Verge》的茱莉婭·亞歷山大（Julia Alexander）同意培根的觀點，認為“似乎迪士尼終於明白一些觀眾想如何觀看漫威電影”。2022年6月，《蜘蛛人：返校日》在英國、澳洲和香港的Disney+上線，《蜘蛛人：離家日》和《無敵浩克》則分別於同年7月和8月在日本的Disney+上線，這三部電影因而被加入時間線。
電視劇《秘密入侵》在Disney+上線後，Disney+公布的漫威電影宇宙官方時間線依次為（2011）、《驚奇隊長》（2019）、《鋼鐵人》（2008）、《鋼鐵人2》（2010）、《无敌浩克》（2008）、《尋找雷神之鎚路上發生的趣事》（2010）、《雷神索爾》（2010）、《神盾顧問》（2010）、《復仇者聯盟》（2012）、《47號物品》（2012）、《雷神索爾2：黑暗世界》（2013）、《鋼鐵人3》（2013）、《王者萬歲》（2013）、《美國隊長2：酷寒戰士》（2014）、《星際異攻隊》（2014）、《星際異攻隊2》（2017）、《我是格魯特》（2022）、《復仇者聯盟2：奧創紀元》（2015）、《蟻人》（2015）、《美國隊長3：英雄內戰》（2016）、《黑寡婦》（2021）、《黑豹》（2018）、《蜘蛛人：返校日》（2017）、《奇異博士》（2016）、《雷神索爾3：諸神黃昏》（2017）、《蟻人與黃蜂女》（2018）、《復仇者聯盟3：無限之戰》（2018）、《復仇者聯盟4：終局之戰》（2019）、《洛基》（2021）、《無限可能：假如…？》（2021）、《汪達幻視》（2021）、《尚氣與十環傳奇》（2021）、《獵鷹與酷寒戰士》（2021）、《蜘蛛侠：英雄远征》（2019）、《永恆族》（2021）、《奇異博士2：失控多重宇宙》（2022）、《鷹眼》（2021）、《月光騎士》（2022）、《黑豹2》（2022）、《律师女浩克》（2022）、《驚奇少女》（2022）、《雷神4：爱与雷霆》（2022）、《暗夜狼人》（2022）、《银河护卫队 假日特辑》（2022）、《蚁人与黄蜂女：量子狂潮》（2023）、《银河护卫队3》（2023）、《秘密入侵》（2023）。

## 其他媒體

### 網路系列
| 劇集                 | 季數 | 集数 | 集数 | 上線日期       | 上線日期       | 上線日期 | 狀態   |
| 劇集                 | 季數 | 集数 | 集数 | 首映           | 季终           | 电视网   | 狀態   |
| -------------------- | ---- | ---- | ---- | -------------- | -------------- | -------- | ------ |
| 《WHIH新聞前線》     | 1    | 5    | 5    | 2015年7月2日   | 2015年7月16日  | YouTube  | 已播出 |
| 《WHIH新聞前線》     | 2    | 5    | 5    | 2016年4月22日  | 2016年5月3日   | YouTube  | 已播出 |
| 《神盾局特工：彈弓》 | 1    | 6    | 6    | 2016年12月13日 | 2016年12月13日 | ABC.com  | 已播出 |
| 《号角日报》         | 1    | 6    | 6    | 2019年10月23日 | 2019年11月20日 | YouTube  | 已播出 |
| 《号角日报》         | 2    | 19   | 19   | 2021年11月24日 | 2022年4月29日  | TikTok   | 已播出 |
| 《号角日报》         | 3    | 4    | 4    | 2022年3月18日  | 2022年3月31日  | TikTok   | 已播出 |

### 漫画書
| 標題                                                             | 期數 | 出版日期       | 出版日期       |
| 標題                                                             | 期數 | 首期           | 終期           |
| ---------------------------------------------------------------- | ---- | -------------- | -------------- |
| Iron Man: I Am Iron Man!                                         | 2    | 2010年1月27日  | 2010年2月24日  |
| Iron Man 2: Public Identity                                      | 3    | 2010年4月28日  | 2010年5月12日  |
| Iron Man 2: Agents of S.H.I.E.L.D.                               | 1    | 2010年9月1日   | 2010年9月1日   |
| Captain America: First Vengeance                                 | 4    | 2011年5月4日   | 2011年6月29日  |
| Marvel's The Avengers Prelude: Fury's Big Week                   | 4    | 2012年3月7日   | 2012年4月18日  |
| Marvel's The Avengers: Black Widow Strikes                       | 3    | 2012年5月2日   | 2012年6月6日   |
| Marvel's Iron Man 2                                              | 2    | 2012年11月7日  | 2012年12月5日  |
| Marvel's Thor                                                    | 2    | 2013年1月16日  | 2013年2月20日  |
| Marvel's Captain America: The First Avenger                      | 2    | 2013年11月6日  | 2013年12月11日 |
| Marvel's The Avengers                                            | 2    | 2014年12月24日 | 2015年1月7日   |
| Marvel's Iron Man 3 Prelude                                      | 2    | 2013年1月2日   | 2013年2月6日   |
| Marvel's Thor: The Dark World Prelude                            | 2    | 2013年6月5日   | 2013年7月10日  |
| Marvel's Captain America: The Winter Soldier Infinite Comic      | 1    | 2014年1月28日  | 2014年1月28日  |
| Marvel's Guardians of the Galaxy Infinite Comic – Dangerous Prey | 1    | 2014年4月1日   | 2014年4月1日   |
| Marvel's Guardians of the Galaxy Prelude                         | 2    | 2014年4月2日   | 2014年5月28日  |
| Marvel's Avengers: Age of Ultron Prelude – This Scepter'd Isle   | 1    | 2015年2月3日   | 2015年2月3日   |
| Marvel's Ant-Man Prelude                                         | 2    | 2015年2月4日   | 2015年3月4日   |
| Marvel's Ant-Man – Scott Lang: Small Time                        | 1    | 2015年3月3日   | 2015年3月3日   |
| Marvel's Jessica Jones                                           | 1    | 2015年10月7日  | 2015年10月7日  |
| Marvel's Captain America: Civil War Prelude                      | 4    | 2015年12月16日 | 2016年1月27日  |
| Marvel's Captain America: Civil War Prelude Infinite Comic       | 1    | 2016年2月10日  | 2016年2月10日  |
| Marvel's Doctor Strange Prelude                                  | 2    | 2016年7月6日   | 2016年8月24日  |
| Marvel's Doctor Strange Prelude Infinite Comic – The Zealot      | 1    | 2016年9月7日   | 2016年9月7日   |
| Marvel's Guardians of the Galaxy Vol. 2 Prelude                  | 2    | 2017年1月4日   | 2017年2月1日   |
| Spider-Man: Homecoming Prelude                                   | 2    | 2017年3月1日   | 2017年4月5日   |
| Marvel's Thor: Ragnarok Prelude                                  | 4    | 2017年7月5日   | 2017年8月16日  |
| Marvel's Black Panther Prelude                                   | 2    | 2017年10月18日 | 2017年11月15日 |
| Marvel's Avengers: Infinity War Prelude                          | 2    | 2018年1月24日  | 2018年2月28日  |
| Marvel's Ant-Man and the Wasp Prelude                            | 2    | 2018年3月7日   | 2018年4月4日   |
| Marvel's Captain Marvel Prelude                                  | 1    | 2018年11月14日 | 2018年11月14日 |
| Marvel's Avengers: Endgame Prelude                               | 3    | 2018年12月5日  | 2019年2月20日  |
| Spider-Man: Far From Home Prelude                                | 2    | 2019年3月27日  | 2019年4月24日  |
| Marvel's Black Widow Prelude                                     | 2    | 2020年1月15日  | 2020年2月19日  |
| Eternals: The 500 Year War                                       | 7    | 2022年1月12日  | 2022年1月12日  |

## 演員與角色
| 角色                        | 電影                                       | 電視劇                       | 短片電影            | 網絡短片                 |
| --------------------------- | ------------------------------------------ | ---------------------------- | ------------------- | ------------------------ |
| 菲利克斯·布萊克             |                                            | 提图斯·维里沃                | 提图斯·维里沃       |                          |
| 佩姬·卡特                   | 海莉·艾特沃                                | 海莉·艾特沃                  | 海莉·艾特沃         |                          |
| 菲爾·考森                   | 克拉克·格雷格                              | 克拉克·格雷格                | 克拉克·格雷格       | 克拉克·格雷格            |
| 達倫·克羅斯 黃蜂人          | 柯瑞·史托                                  |                              |                     | 柯瑞·史托                |
| 蒂莫西·「達姆彈」·杜根      | 尼爾·麥克唐納                              | 尼爾·麥克唐納                | 尼爾·麥克唐納       |                          |
| 馬修·埃利斯                 | 威廉·賽德勒                                | 威廉·賽德勒                  |                     | 威廉·賽德勒              |
| 克莉斯汀·埃弗哈特           | 蕾絲莉·畢柏                                |                              |                     | 蕾絲莉·畢柏              |
| 里奧·菲茨                   |                                            | 伊恩·德·卡斯泰克             |                     | 伊恩·德·卡斯泰克         |
| 尼克·福瑞                   | 山繆·傑克森                                | 山繆·傑克森                  |                     |                          |
| 賈斯汀·漢默                 | 山姆·洛克威爾                              |                              | 山姆·洛克威爾       |                          |
| 瑪莉亞·希爾                 | 蔻碧·史莫德                                | 蔻碧·史莫德                  |                     |                          |
| 艾德恩·賈維斯               | 詹姆士·達西                                | 詹姆士·達西                  |                     |                          |
| 黛西·「斯凱」·約翰森 震波女 |                                            | 汪可盈                       |                     | 汪可盈                   |
| 史考特·朗恩 蟻人            | 保羅·路德                                  |                              |                     | 保羅·路德                |
| 里斯特                      | 亨利·古德曼                                | 亨利·古德曼                  |                     |                          |
| 杰弗里·梅斯 愛國者          |                                            | 傑森·奥玛拉                  |                     | 傑森·奥玛拉              |
| 艾爾·「麥克」·麥肯齊        |                                            | 亨利·西蒙斯                  |                     | 亨利·西蒙斯              |
| 吉迪恩·馬利克               | 鮑爾斯·布思                                | 鮑爾斯·布思                  |                     |                          |
| 梅琳達·梅                   |                                            | 溫明娜                       |                     | 溫明娜                   |
| 蒂娜                        | 琳達·露易絲·段                             | 布瑞塔妮·石桥                |                     |                          |
| 吉姆·森田                   | 肯尼斯·崔                                  | 肯尼斯·崔                    |                     |                          |
| 埃琳娜·羅德里格茲           |                                            | 娜塔莉亞·科爾多瓦-巴克利     |                     | 娜塔莉亞·科爾多瓦-巴克利 |
| 希芙                        | 潔咪·亞歷山大                              | 潔咪·亞歷山大                |                     |                          |
| 傑瑪·西蒙斯                 |                                            | 伊麗莎白·韓斯翠奇            |                     | 伊麗莎白·韓斯翠奇        |
| 賈斯伯·西德維爾             | 麥斯希姆諾·赫南德茲                        | 麥斯希姆諾·赫南德茲亞當·法森 | 麥斯希姆諾·赫南德茲 |                          |
| 特雷弗·斯萊特利             | 班·金斯利                                  |                              | 班·金斯利           |                          |
| 霍華·史塔克                 | 傑拉德·桑德斯图 約翰·史萊特瑞多米尼克·庫珀 | 多米尼克·庫珀                | 多米尼克·庫珀       |                          |
| 安東·萬科                   | 葉夫根尼·拉扎列夫                          | 科斯塔·羅寧                  |                     |                          |
| 沃夫岡·馮·史特拉克          | 托馬斯·克萊舒曼                            | 喬伊·德弗                    |                     |                          |
| 阿尼姆·索拉                 | 陶比·瓊斯                                  | 陶比·瓊斯                    |                     |                          |

## 衍生媒體

### 遊樂設施

#### 香港迪士尼樂園
- 鐵甲奇俠飛行之旅
- 蟻俠與黃蜂女：擊戰特攻！

#### 迪士尼加州冒險樂園
- 銀河守護隊：使命突圍！（英语：Guardians of the Galaxy – Mission: Breakout!）
- 蛛網穿行：蜘蛛俠歷險記（英语：Web Slingers: A Spider-Man Adventure）

### 紀錄片
| 劇集                     | 季數 | 集数 | 集数 | 上線日期      | 上線日期 | 狀態   |
| 劇集                     | 季數 | 集数 | 集数 | 首映          | 季终     | 狀態   |
| ------------------------ | ---- | ---- | ---- | ------------- | -------- | ------ |
| 《漫威影業：傳奇角色》   | 1    | 待定 | 待定 | 2021年1月8日  | 待定     | 播出中 |
| 《漫威影業：創作大本營》 | 1    | 待定 | 待定 | 2021年3月12日 | 待定     | 播出中 |

### 遊戲
| 遊戲                         | 美國發行日期   | 發行商                        | 開發商                       | 平台                                                                       | 平台                              | 平台                        |
| 遊戲                         | 美國發行日期   | 發行商                        | 開發商                       | 家用遊戲機／個人電腦                                                       | 掌上遊戲機                        | 手機                        |
| ---------------------------- | -------------- | ----------------------------- | ---------------------------- | -------------------------------------------------------------------------- | --------------------------------- | --------------------------- |
| 鋼鐵人                       | 2008年5月2日   | Sega                          | Secret Level                 | PlayStation 3, Xbox 360                                                    | –                                 | –                           |
| 鋼鐵人                       | 2008年5月2日   | Sega                          | Artificial Mind and Movement | PlayStation 2, Wii, Microsoft Windows                                      | Nintendo DS, PlayStation Portable | –                           |
| 鋼鐵人                       | 2008年5月2日   | Sega                          | Hands-On Mobile              | –                                                                          | –                                 | 各系統                      |
| 無敵浩克                     | 2008年6月5日   | Sega                          | Edge of Reality              | PlayStation 2, PlayStation 3, Xbox 360, Wii, Microsoft Windows             | –                                 | –                           |
| 無敵浩克                     | 2008年6月5日   | Sega                          | Amaze Entertainment          | –                                                                          | Nintendo DS                       | –                           |
| 無敵浩克                     | 2008年6月5日   | Sega                          | Hands-On Mobile              | –                                                                          | –                                 | 各系統                      |
| 鋼鐵人2                      | 2010年5月4日   | Sega                          | Sega Studios San Francisco   | PlayStation 3, Xbox 360                                                    | –                                 | –                           |
| 鋼鐵人2                      | 2010年5月4日   | Sega                          | High Voltage Software        | Wii                                                                        | PlayStation Portable              | –                           |
| 鋼鐵人2                      | 2010年5月4日   | Sega                          | Griptonite Games             | –                                                                          | Nintendo DS                       | –                           |
| 鋼鐵人2                      | 2010年5月4日   | Gameloft                      | Gameloft                     | –                                                                          | –                                 | iOS, BlackBerry             |
| 雷神索爾                     | 2011年5月3日   | Sega                          | Liquid Entertainment         | PlayStation 3, Xbox 360                                                    | –                                 | –                           |
| 雷神索爾                     | 2011年5月3日   | Sega                          | Red Fly Studio               | Wii                                                                        | Nintendo 3DS                      | –                           |
| 雷神索爾                     | 2011年5月3日   | Sega                          | WayForward Technologies      | –                                                                          | Nintendo DS                       | –                           |
| 美國隊長：超級士兵           | 2011年7月19日  | Sega                          | Next Level Games             | PlayStation 3, Xbox 360                                                    | –                                 | –                           |
| 美國隊長：超級士兵           | 2011年7月19日  | Sega                          | High Voltage Software        | Wii                                                                        | Nintendo 3DS                      | –                           |
| 美國隊長：超級士兵           | 2011年7月19日  | Sega                          | Graphite Games               | –                                                                          | Nintendo DS                       | –                           |
| 鋼鐵人3                      | 2013年4月25日  | Gameloft                      | Gameloft                     | –                                                                          | –                                 | iOS, Android                |
| 雷神索爾2：黑暗世界          | 2013年10月31日 | Gameloft                      | Gameloft                     | –                                                                          | –                                 | iOS, Android                |
| 美國隊長2：酷寒戰士          | 2014年3月27日  | Gameloft                      | Gameloft                     | –                                                                          | –                                 | iOS, Android, Windows Phone |
| 其他遊戲                     |                |                               |                              |                                                                            |                                   |                             |
| 樂高：復仇者聯盟             | 2016年1月26日  | 華納兄弟互動娛樂              | TT Games                     | PlayStation 3, PlayStation 4, Xbox One, Microsoft Windows, Xbox 360, Wii U | Nintendo 3DS, PlayStation Vita    | –                           |
| 樂高：復仇者聯盟             | 2016年3月10日  | Feral Interactive             | TT Games                     | macOS                                                                      | –                                 | –                           |
| 蜘蛛人：返校日——虛擬現實體驗 | 2017年6月30日  | Sony Pictures Virtual Reality | CreateVR                     | PlayStation VR, HTC Vive, Oculus Rift                                      | –                                 | –                           |
| 蜘蛛人：離家日——虛擬現實體驗 | 2019年6月25日  | Sony Pictures Virtual Reality | CreateVR                     | PlayStation VR, HTC Vive, Oculus Rift                                      | –                                 | –                           |

## 另見
- 漫威电影宇宙系列电影
- 漫威电影宇宙电视剧
- 对漫威电影宇宙的评价（英语：Reception of the Marvel Cinematic Universe）
- 漫威漫畫
- 漫威影業
- 漫威漫畫改編電影列表
- 漫威漫畫改編電視節目列表
- 索尼影業蜘蛛人宇宙
- 蜘蛛侠系列电影
- 蜘蛛宇宙系列
- X戰警電影系列
- 神奇四侠系列电影
- DC擴展宇宙
- 動漫系列作品虛構宇宙列表
- 影視系列作品虛構宇宙列表
- 平行宇宙
- Disney+

## 備註
1. ↑  《黑寡婦》在串流媒體平台Disney+通過Disney+首映許可證形式與戲院同期上線[136]。
2. ↑  趙婷既是《永恆族》的獨立編劇，同時與帕特里克·布雷共同編劇[142][143]。
3. 1 2 3 4 5  當前譯名為暫定名稱，以便查詢。漫威影業仍未公佈官方英文片名或正式譯名。
4. ↑  由於《洛基》第一季的故事和《無限可能：假如…？》第一季的故事發生於主時間線之外[215][216]、《暗夜狼人》故事發生時間並未明確[217]，故暫未列入表中。Disney+依故事時間順序將《洛基》第一季和《無限可能：假如…？》第一季依次置於電影《復仇者聯盟4：終局之戰》和影集《汪達幻視》之間[218][219]，《暗夜狼人》則置於《雷神索爾：愛與雷霆》之後[220]。
5. ↑  《漫威影業：第一個10年》書中有提及到《無敵浩克》、《蜘蛛人：返校日》和《蟻人與黃蜂女》，但並沒有將它們加入時間線[294]。
6. ↑  儘管Disney+已經基本上架全數漫威電影宇宙電影，但由於《蜘蛛人：無家日》（2021）仍未上架，故此前述影視項目在Disney+上的觀看順序仍然未知[302]。

## 外部連結
- A Marvel Cinematic Universe Timeline （页面存档备份，存于）
- Marvel Cinematic Universe Wiki （页面存档备份，存于）